# 1949 en Norvège
Chronologie de la Norvège
- 1945
- 1946
- 1947
- 1948
- 1949
- 1950
- 1951
- 1952
- 1953

Cet article présente les faits marquants de l'année 1949 en Norvège ou relatifs à la Norvège.

## Gouvernance
- Haakon VII est roi de Norvège.
- Einar Gerhardsen est le chef du gouvernement.

## Événements
- 4 avril : la Norvège est signataire du Traité de l'Atlantique nord.
- 10 octobre : élections législatives norvégiennes de 1949 (Stortingsvalet 1949, en norvégien), afin d'élire les cent cinquante députés du Storting pour un mandat de quatre ans.
- 20 novembre : accident aérien de Hurum. Accident d'un avion de la compagnie Aero Holland survenu à Hurum, au sud-ouest d'Oslo, alors qu'il approche l'aéroport d'Oslo-Fornebu.

## Sport
- La 8e édition des championnats d'Europe de boxe amateur 1949 s'est déroulée à Oslo, Norvège, du 13 au 18 juin 1949[1].

## Culture
- Les Voyous (Gategutter), film norvégien réalisé par Arne Skouen, sorti en 1949.